# Сульфат скандия
Сульфат скандия — неорганическое соединение, соль металла скандия и серной кислоты с формулой Sc2(SO4)3, бесцветные кристаллы, растворимые в воде, образует кристаллогидраты.

## Получение
- Растворение металлического скандия в  серной кислоте:

{\displaystyle {\mathsf {2Sc+3H_{2}SO_{4}\ {\xrightarrow {}}\ Sc_{2}(SO_{4})_{3}+3H_{2}}}}
- Растворение оксида или гидроксида скандия в серной кислоте:

{\displaystyle {\mathsf {Sc_{2}O_{3}+3H_{2}SO_{4}\ {\xrightarrow {}}\ Sc_{2}(SO_{4})_{3}+3H_{2}O}}}
{\displaystyle {\mathsf {2Sc(OH)_{3}+3H_{2}SO_{4}\ {\xrightarrow {}}\ Sc_{2}(SO_{4})_{3}+6H_{2}O}}}

## Физические свойства
Сульфат скандия образует бесцветные (белые) кристаллы.
Хорошо растворяется в воде с гидролизом по катиону.
Образует кристаллогидраты состава Sc2(SO4)3•n H2O, где n = 1, 4, 5, 6, 8 и 10.

## Химические свойства
- Безводную соль получают сушкой кристаллогидрата:

{\displaystyle {\mathsf {Sc_{2}(SO_{4})_{3}\cdot 5H_{2}O\ {\xrightarrow {250-400^{o}C}}\ Sc_{2}(SO_{4})_{3}+5H_{2}O}}}
- Разлагается при нагревании:

{\displaystyle {\mathsf {Sc_{2}(SO_{4})_{3}\ {\xrightarrow {>600^{o}C}}\ Sc_{2}O_{3}+SO_{3}+2SO_{2}+O_{2}}}}
- Реагирует с перегретым па́ром:

{\displaystyle {\mathsf {2Sc_{2}(SO_{4})_{3}+2H_{2}O\ {\xrightarrow {520-550^{o}C}}\ 4ScSO_{4}(OH)+2SO_{2}+O_{2}}}}
- Реагирует с щелочами:

{\displaystyle {\mathsf {Sc_{2}(SO_{4})_{3}+6NaOH\ {\xrightarrow {}}\ 2Sc(OH)_{3}\downarrow +6Na_{2}SO_{4}}}}
- С серной кислотой образует комплексное соединение:

{\displaystyle {\mathsf {Sc_{2}(SO_{4})_{3}+H_{2}SO_{4}\ {\xrightarrow {}}\ 2H[Sc(SO_{4})_{2}]}}}